# جونيور ميلر
جونيور ميلر (بالإنجليزية: Junior Miller)‏ هو لاعب كرة قدم أمريكية أمريكي، ولد في 26 نوفمبر 1957 في مدلاند في الولايات المتحدة.

## وصلات خارجية
- جونيور ميلر على موقع مرجع كرة القدم المحترفة.كوم (الإنجليزية)